# SAS-968
Der SAS-968 „Saporoshez“ (ukrainisch ЗАЗ-968 «Запорожець», russisch ЗАЗ-968 «Запорожец») sowie die überarbeiteten Varianten SAS-968A und SAS-968M sind Kleinwagen des sowjetischen, heute ukrainischen, Herstellers Saporisky Awtomobilebudiwny Sawod (SAS), die von 1971 bis 1994 hergestellt wurden.

## Technik
Die selbsttragende, zweitürige Karosserie war gestalterisch an den NSU Prinz 4 angelehnt. Markant für Modelle SAS-966 und SAS-968 (außer SAS-968M) waren die großen, nach außen gewölbten Lufteinlässe an den hinteren Seitenflächen. Recht ungewöhnlich war auch die unten an die Schweller angesetzte Bodenplatte. Dadurch bildete der Unterboden eine ebene Fläche. Die relativ hohen Türschweller behinderten etwas das Ein- und Aussteigen und schränkten die Bodenbreite des Innenraums ein. Dafür aber hatten die Schweller auf der Innenseite große Langlöcher, sodass deren Rostschutzbehandlung problemlos möglich war.
Neben Schraubenfederung rundum hatte das Fahrzeug als Besonderheit zusätzlich Drehstabfederung mit querliegenden Torsionsstäben an den Vorderrädern. Auf Stabilisatoren wurde an beiden Achsen verzichtet. Die Vorderradaufhängung bestand aus Kurbellängslenkern (Doppelkurbelachse), an der Hinterachse gab es Schräglenker. Weitere Merkmale des Fahrwerks waren Trommelbremsen rundum und eine Lenkung mit Globoidschnecke und Rolle. Bei Nässe neigte der SAS-966/968 in mit Gas gefahrenen Kurven – wie andere Heckmotor-Pkw auch – zum Ausbrechen hinten, auch für Aquaplaning war der Saporoshez anfällig. Mit losem Untergrund und Schnee kam der SAS-966/968 hingegen gut zurecht, im zeitgenössischen Ratgeber wurde sogar ein gänzlicher Verzicht auf Winterreifen empfohlen. Schneeketten konnten nicht montiert werden, weil der Abstand der Reifen zu den Aufhängungsarmen zu gering war.
Wie ihre Vorgänger haben auch die Modelle SAS-968 im Heck längs eingebaute, teilweise aus Aluminium bestehende luftgekühlte V4-Motoren mit hängenden Ventilen, hier stets mit 1196 cm³ Hubraum. Die 40-PS-Ausführung hatte eine Verdichtung von 7,2:1, die 45-PS-Ausführung 8,4:1. Verwendet wurde stets ein Vierganggetriebe. Thermisch bereiteten die Motoren gewisse Schwierigkeiten. Einerseits neigten sie zur Überhitzung: Auch bei einwandfreiem technischen Zustand stieg die Öltemperatur bei Vollgas auf 110 °C an, was auf problematische Temperaturen der luftgekühlten Zylinder hindeutete. In der DDR wurden deshalb größere Ölwannen und weitere Teile zur Umrüstung angeboten, die das Öl-Fassungsvermögen um 1 Liter vergrößerten. Nachlauferscheinungen (glühzündender Motor läuft bei ausgeschalteter Zündung weiter) traten am SAS-968 öfters auf. Andererseits erreichte der Motor nur zögerlich seine Betriebstemperatur, was sich unter anderem in einem hohen Kraftstoffverbrauch von bis zu 13 l/100 km im Kurzstreckenbetrieb bemerkbar machte. Eine Kuriosität vergrößerte das Risiko von Überhitzungserscheinungen: Die Entlüftungsschlitze links und rechts neben dem Kennzeichen waren kontraproduktiv und wurden daher vom Werk mit einer Folie von innen zugeklebt (die sich jedoch mitunter ablöste). Funktionswichtig waren die Schlitze nur für die Typen mit dem kleineren 0,9-l-Motor, sie fanden sich dennoch auch am SAS-966, SAS-968 und SAS-968A mit dem 1,2-l-Motor.
Die prinzipbedingt ungünstigen Voraussetzungen für eine Heizung (luftgekühlter Heckmotor) wurden durch den Einbau einer separaten Benzinheizung bewältigt. Diese hatte den Vorteil, dass sie auch bei stehendem Motor eingeschaltet werden konnte. Allerdings war sie nicht regelbar und relativ störanfällig, bei Fehlfunktion bestand zudem ein Risiko für Fahrzeugbrand. 6-8 min vor dem Anfahren einer Tankstelle musste die Heizung aus Sicherheitsgründen abgeschaltet werden. Wegen des recht hohen Kraftstoffverbrauchs der Heizung wurde bei nicht wenigen Saporoshez ein separater Tank eingebaut, um die Heizung mit preisgünstigerem Katalytbenzin zu betreiben.

## Modellgeschichte
Der SAS-968 wurde im Oktober 1970 der Öffentlichkeit vorgestellt.
Neben der Produktion für den normalen Automobilmarkt wurden vom SAS-968 verschiedene angepasste Modelle für körperlich behinderte Menschen und Kriegsversehrte gebaut. Der Produktionsanteil dieser Ausführungen soll zeitweise fast ein Drittel der Gesamtproduktion betragen haben. Unter ihnen waren die Typen SAS-968R, SAS-968B2, SAS-968MB, SAS-968MD, SAS-968MR und SAS-968MG. Diese Fahrzeuge wurden wahlweise mit verschiedenen Bedienelementen für Hände und Füße ausgerüstet und hatten teilweise eine elektromagnetische Kupplung. Für diese Modelle wurde der kleinere Motor des Vorgängers mit 27 PS (20 kW) und 887 cm³ Hubraum in Kombination mit dem älteren Dreiganggetriebe verwendet, die in der Produktion der normalen Pkw nicht mehr zum Einsatz kamen.

### SAS-968
Die Serienproduktion des SAS-968 begann Anfang der 1970er-Jahre. Verschiedene Quellen nennen 1970, 1971, oder 1972 als erstes Baujahr, wobei Unterlagen vom Hersteller den Beginn der Serienproduktion auf 1971 beziffern. Trotz der neuen Typnummer gab es nur wenige Änderungen gegenüber dem Vorgänger SAS-966. Lediglich ein paar zusätzliche Leuchten, darunter Rückfahrscheinwerfer, wurden angebracht. Der Motor mit 1196 cm³ Hubraum und 40 PS (29 kW) Leistung bei 4200–4400/min wurde weiterhin verwendet. Zusätzlich gab es eine Variante mit einer Leistung von 45 PS (33 kW) bei 4400–4600/min, diese soll jedoch lediglich versuchsweise gebaut worden sein. Je nach Motorisierung erreichen die Wagen Höchstgeschwindigkeiten von 118 bis 123 km/h. In 32 s beschleunigen sie von 0 auf 100 km/h. Der Benzinverbrauch lag mit offiziell 7,4 l/100 km wieder niedriger als beim Vorgänger. Der tatsächliche Verbrauch lag jedoch wesentlich höher. Auch bei technisch einwandfreiem Fahrzeug ergab sich durchschnittlich ein Verbrauch von rund 11 l/100 km. Nur bei längeren Fahrten außerhalb von Städten und vorsichtiger Fahrweise ließ sich ein Verbrauch von 7 bis 7,5 l/100 km erreichen.
Laut einer Sekundärquelle endete die Serienproduktion des ursprünglichen SAS-968 1977. Seinerzeit gab es auch eine Exportausführung SAS-968E, die sich wahrscheinlich nur in Details vom Inland-Modell unterschied und der Verbesserungsmaßnahmen frühzeitiger zugutekamen.

### SAS-968A
1973 oder 1974 wurden einige Modifikationen vorgenommen, die zur neuen Modellbezeichnung SAS-968A führten. Der Wagen hatte nun keinen Chromgrill, aber eine verchromte Zierleiste in der Mitte des Frontbleches. Eine äußerlich erkennbare Änderung war auch der Tankdeckel, der nun unter der Motorhaube verborgen lag, gleichzeitig wurde der Tank auf 40 l vergrößert. Dabei entfiel der zusätzliche Kofferraum hinter der Rücksitzbank.
Die Neuerungen am SAS-968A richteten sich auf die Umsetzung zeitgemäßer Sicherheitsmerkmale. Dazu zählten eine verformbare Lenksäule, Verankerungspunkte für die Sicherheitsgurte, ein Zweikreisbremssystem (TT-Aufteilung), ein Außenspiegel (auf dem Vorderradkotflügel), Seitenblink- und Parkleuchten, ECE-gerechte Türschlösser sowie eine Diebstahlsicherung. Die Heckpartie wurde leicht verändert, um das Anbringen breiter Kennzeichen zu erleichtern. Es gab neue Vordersitze, die denen des WAS-2101 entsprachen, jedoch eine geringere Polsterung der Rückenlehne hatten. Sie waren weiterhin kippbar und erfüllten dennoch die ECE-Forderung nach Bodenverriegelung, indem Stifte in den Seitentüren die Verriegelung bei geschlossenen Türen bewirkten. Auch die Rücksitzbank wurde verbessert, die Lehne hatte nun Ausformungen für zwei Personen.
Im Jahr 1975 wurde der Korrosionsschutz verbessert, ein neuer Vergaser und eine verbesserte Einport-Auspuffanlage für den Kleinwagen entwickelt, die den Rückstau der Abgase und die damit verbundene Überhitzungsgefahr verringern sollte. Auch im Innendesign wurden einige kleinere Veränderungen vorgenommen, beispielsweise die Gestaltung der Türgriffe. An der blechverkleideten  Instrumententafel änderte sich hingegen nichts.
Die Produktion des SAS-968A endete 1979. Er wurde anschließend durch den SAS-968M abgelöst.

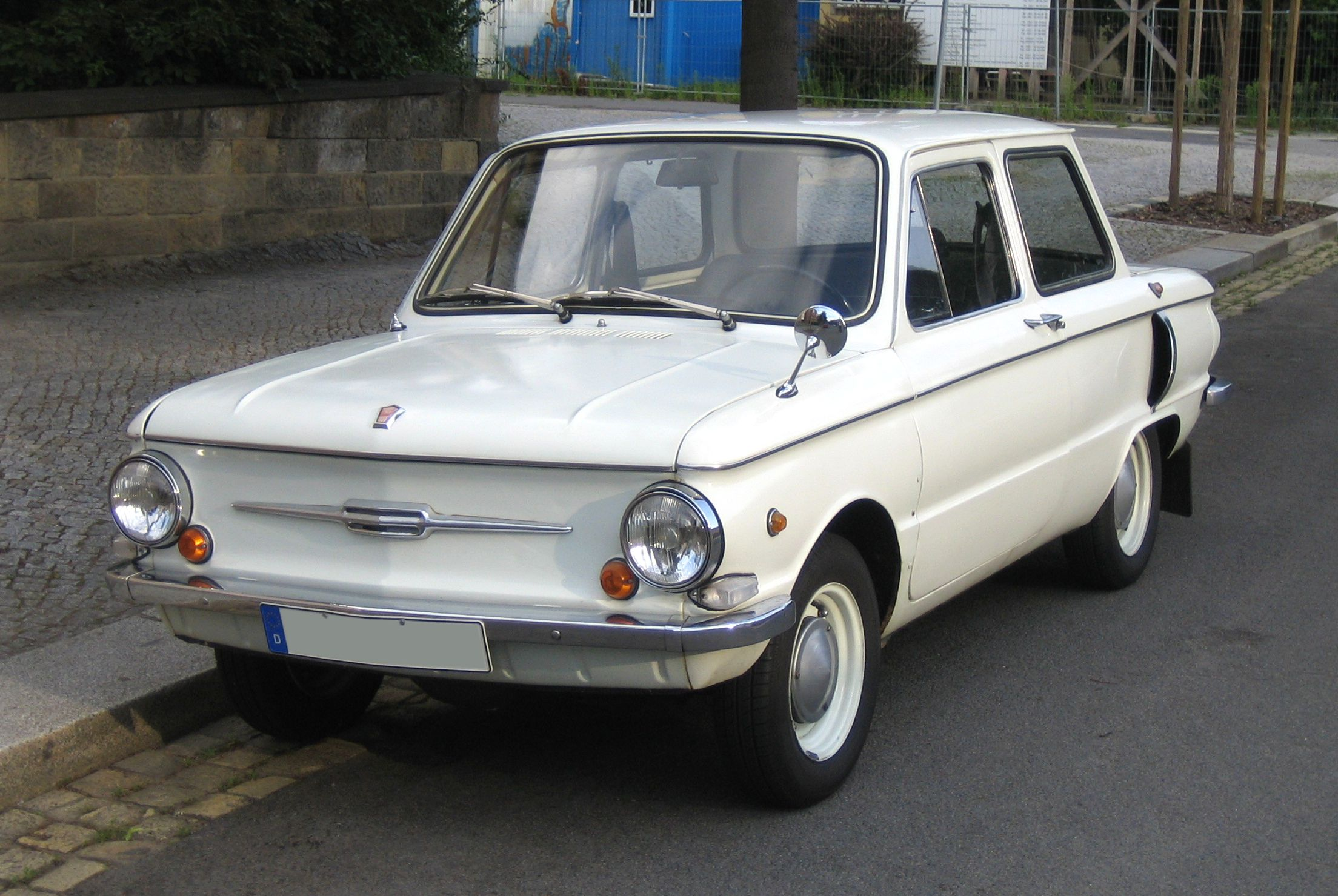
SAS-968A (1974–1979)
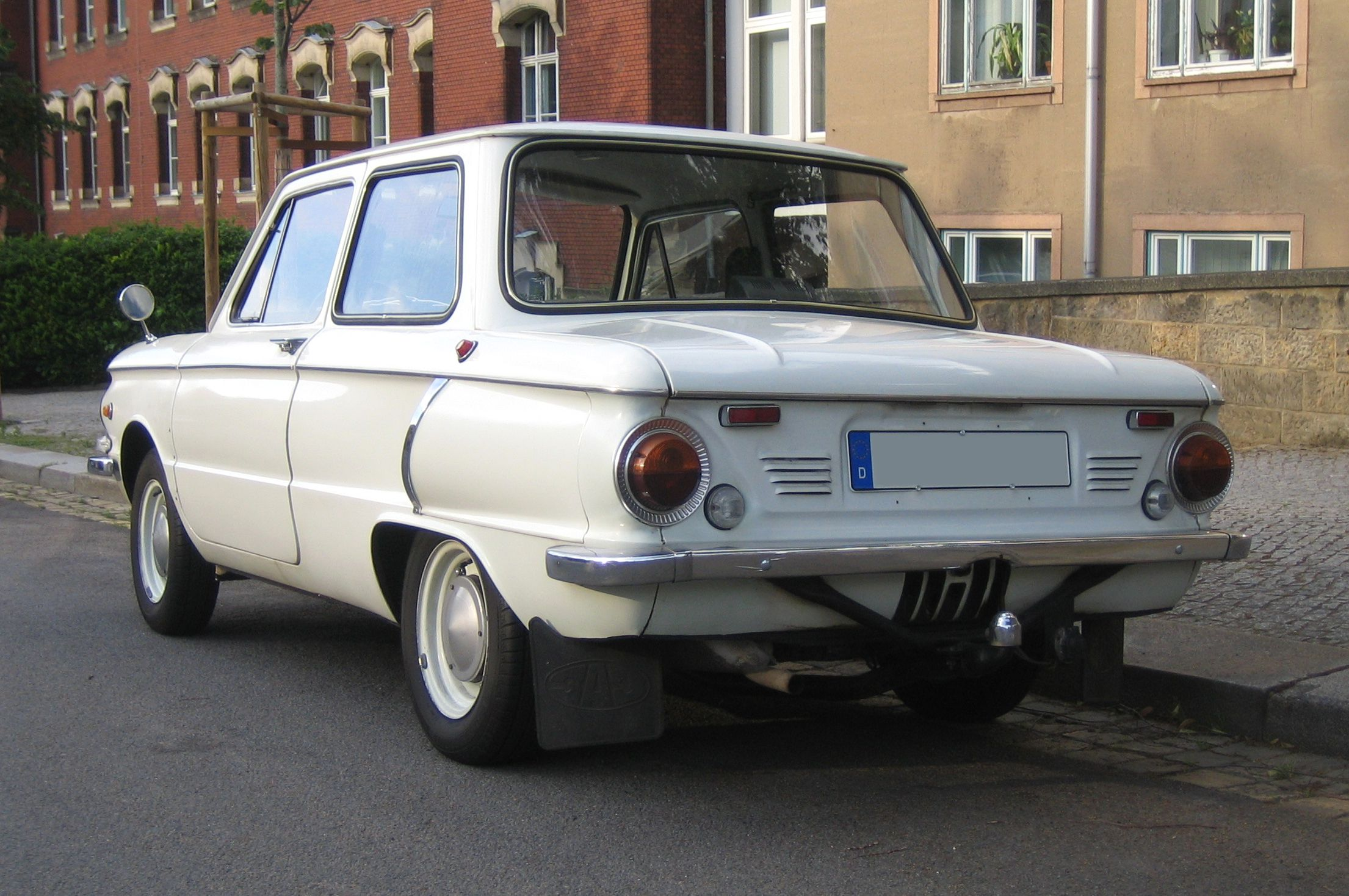
SAS-968A, Heckansicht
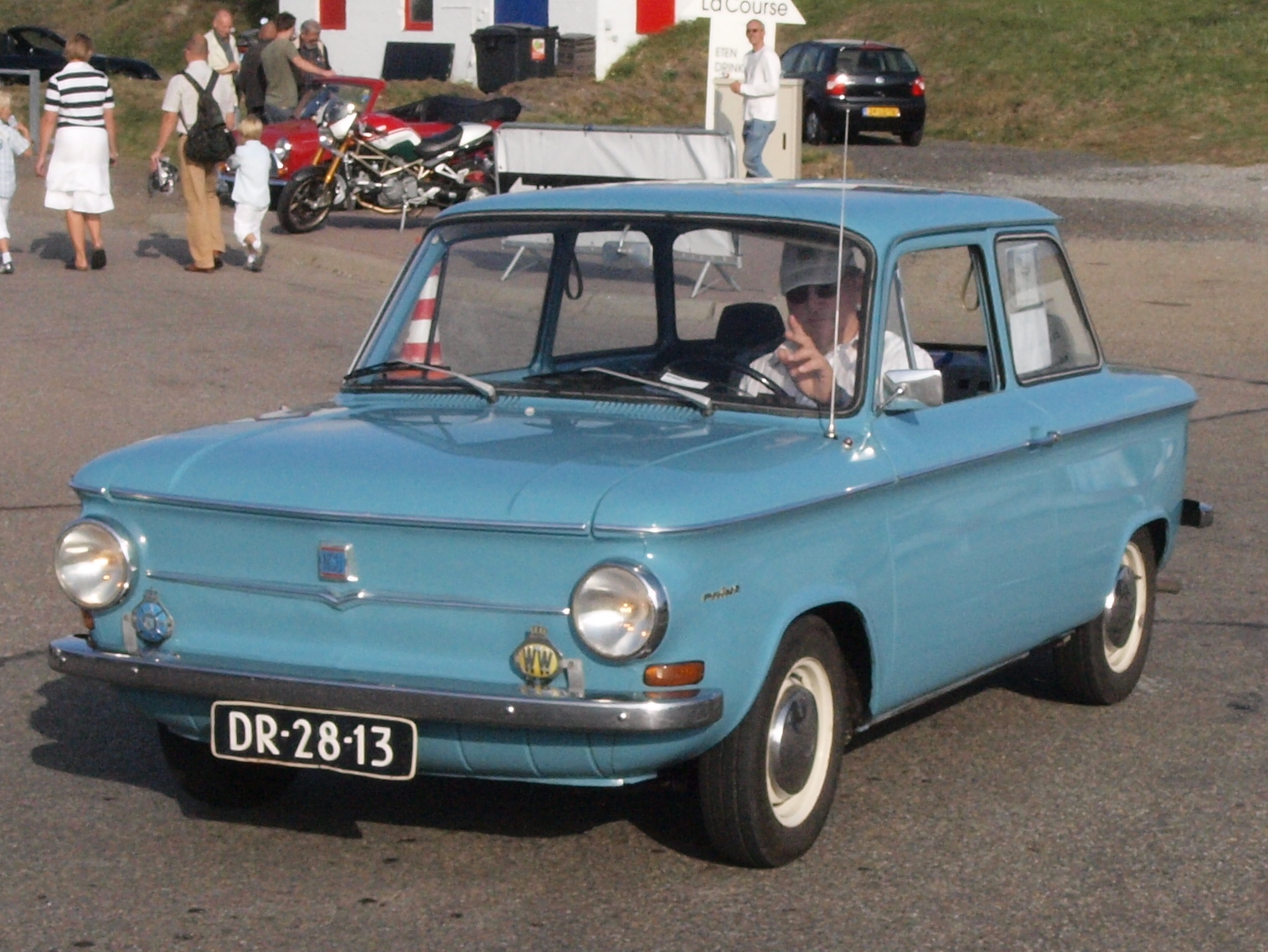
NSU Prinz 4 zum Vergleich

### SAS-968M
1979 erschien mit dem SAS-968M „Saporoshez“ die letzte größere Modifikation des Fahrzeugs. Das Modell war in erster Linie für den Binnenmarkt (Sowjetunion) bestimmt, entsprechend wurde es auch nicht in die DDR exportiert. Die wesentlichen Unterschiede zum SAS-968A waren die geglättete Karosserie ohne große seitliche Lufteinlässe, rechteckige Rückleuchten, neue Stoßstangen, weniger Chromteile, ein neues Armaturenbrett und ein größerer Kofferraum. Durch Verwendung von Kunststoffteilen konnte das Fahrzeuggewicht um 40 auf 800 kg reduziert werden, die Breite betrug 1490 mm, die Länge 3765 mm.
Im Jahr 1981 wurden 149.000 Kleinwagen produziert. Im Mai 1994 wurde die Produktion des SAS-968M eingestellt. Bereits 1987 wurde das Nachfolgemodell, der ZAZ-1102 Tavria, eine Kombilimousine mit Frontantrieb und wassergekühltem Frontmotor vorgestellt. In einer Veröffentlichung aus der Wendezeit wird historisch inkorrekt das letzte Baujahr als 1988 angegeben.

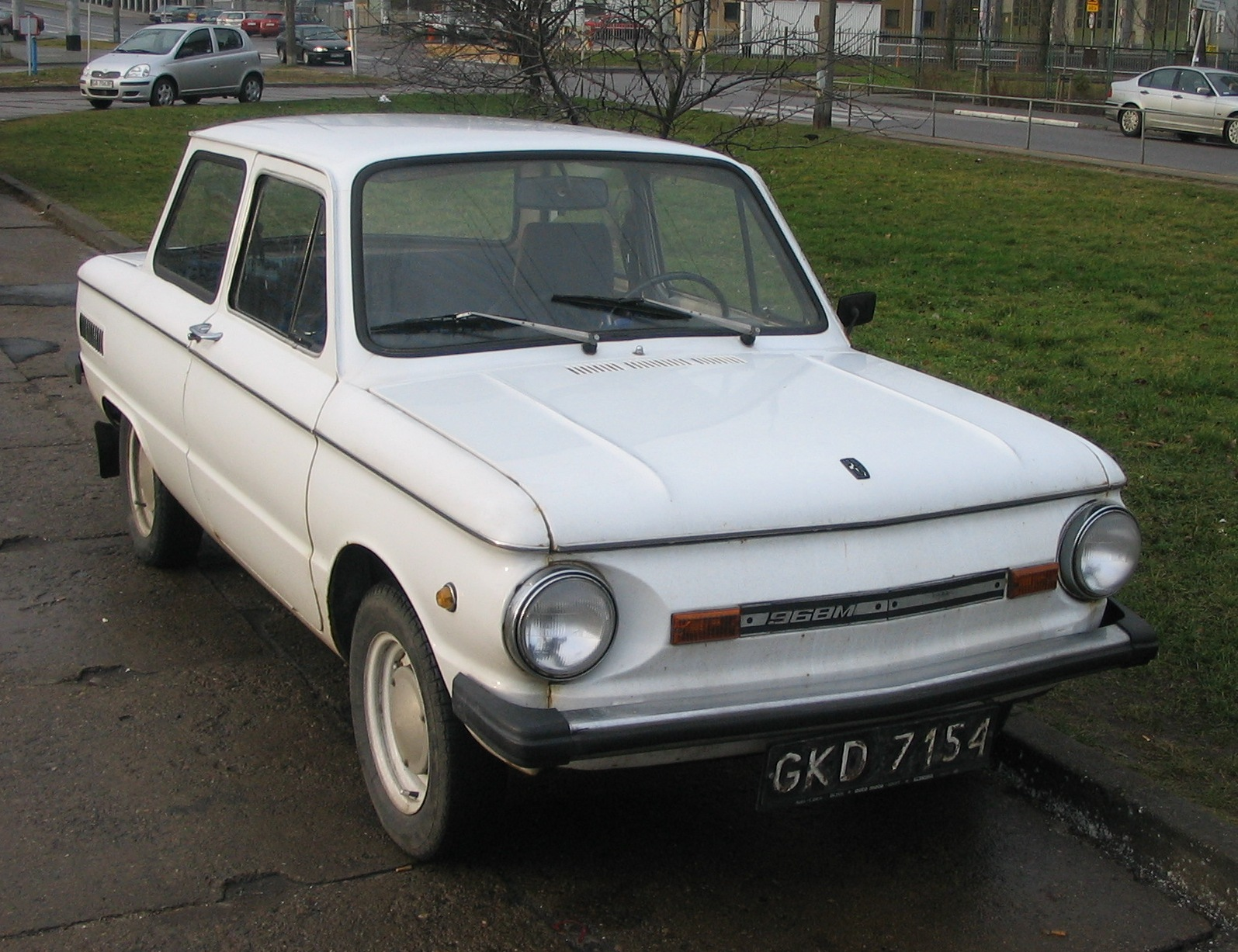
SAS-968М, Frontansicht
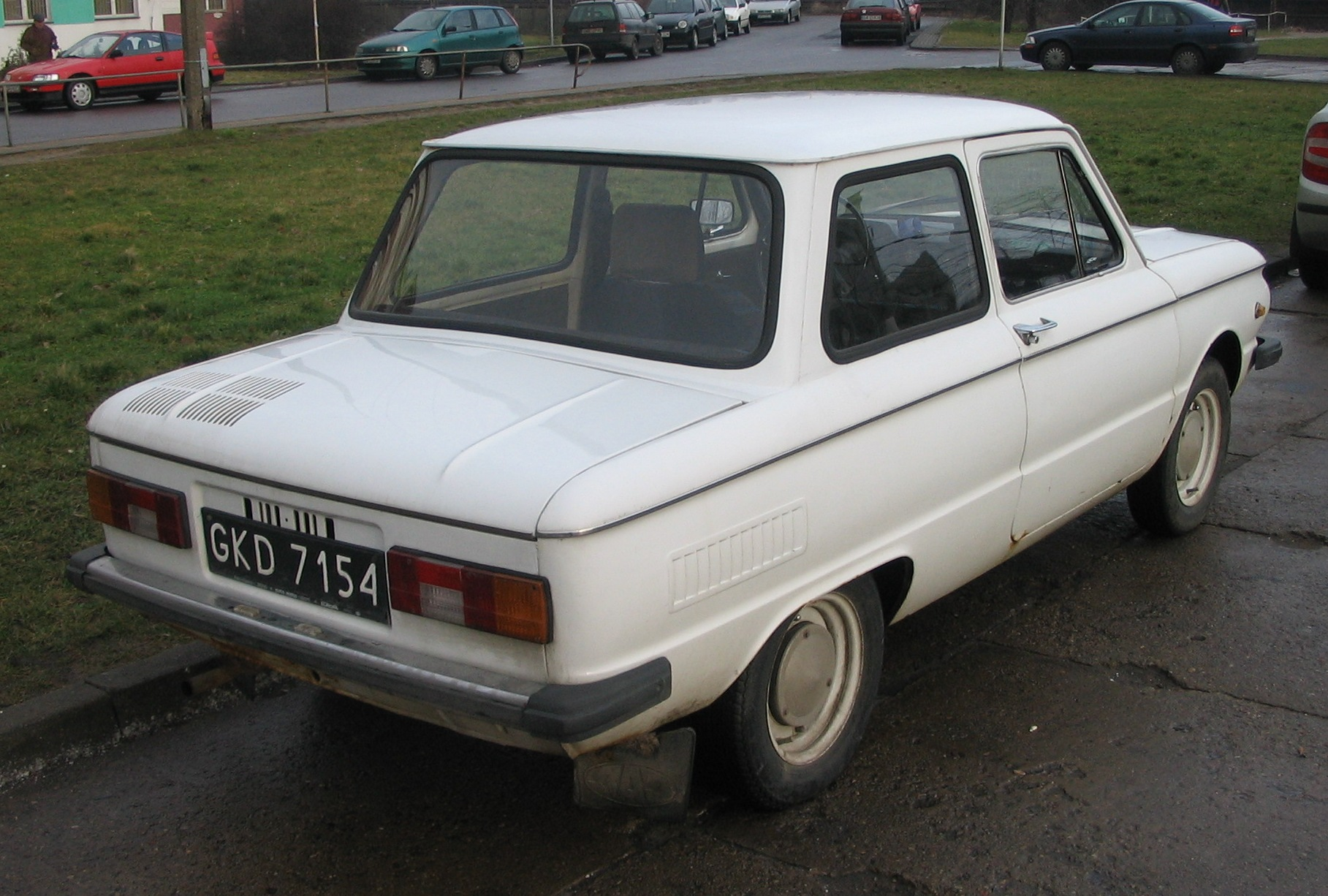
SAS-968М, Heckansicht
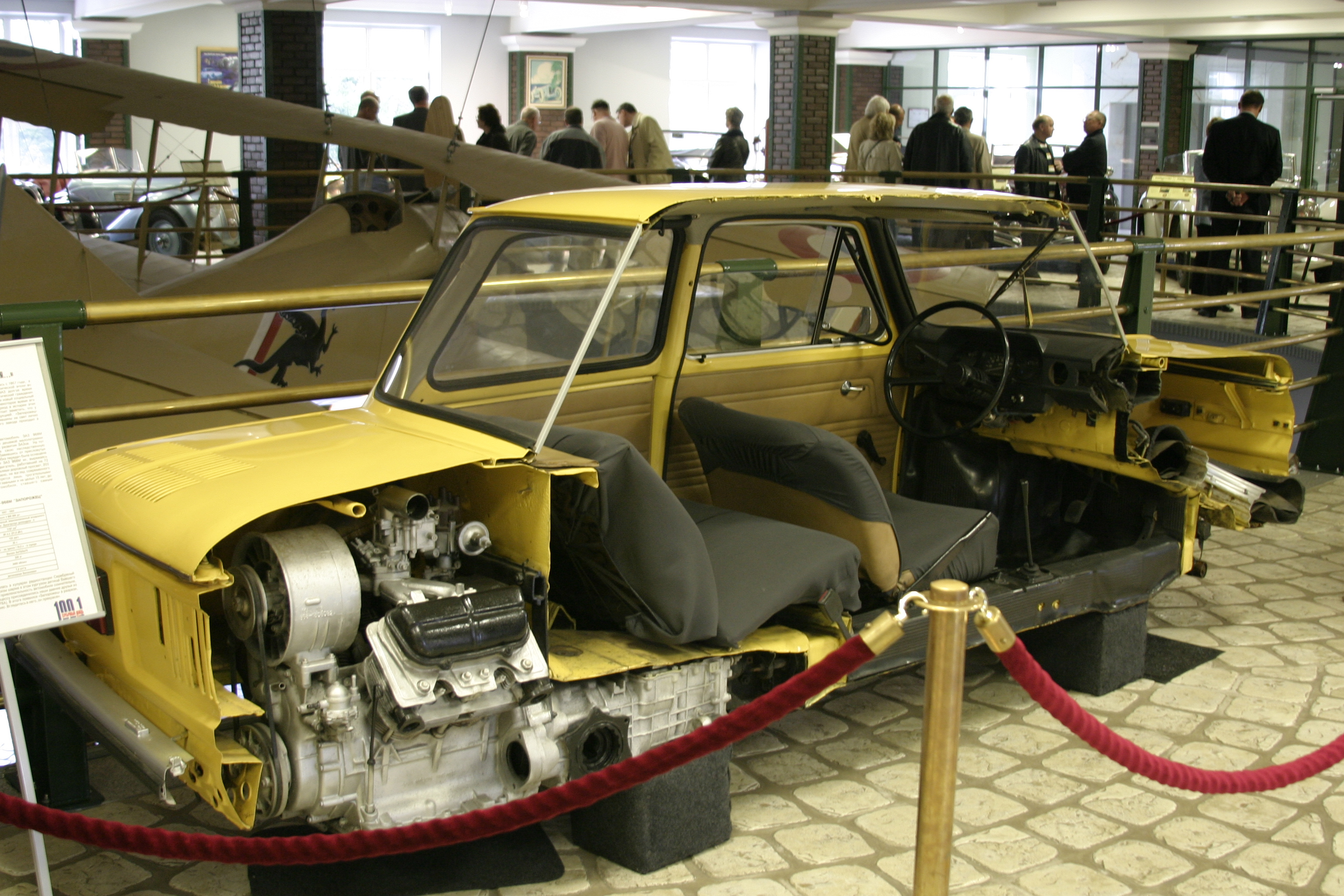
Halbierter SAS-968М in einem Museum

## SAS-968 in Deutschland und Österreich
Wie seine Vorgänger besaß auch der SAS-968 in der DDR einen schlechten Ruf. Der luftgekühlte Heckmotor neigte zum Überhitzen, auch die Benzinheizung galt als nicht sehr betriebssicher. In Bezug auf die Motorleistung war der SAS-968 dem Trabant 601 jedoch überlegen. Das Fahrzeug war zwar auch laut, das Geräusch wurde wegen der niedrigeren Frequenzen jedoch als angenehmer als das des Trabants empfunden. Vorzüge spielte er ferner auf schlechten Wegstrecken aus. Obwohl er als einziger PKW in der DDR nahezu ohne Wartezeiten lieferbar war, fand er keine große Verbreitung. Im Vergleich zum Trabant war der Verkaufspreis von 11.947 Mark (1974) wesentlich höher.
Im Testbericht der KFT im Jahr 1972 wurde die überraschend gute Straßenlage (von der Seitenwindempfindlichkeit abgesehen) und die gut ansprechende Federung und Dämpfung des SAS-968 gelobt, ebenso wie seine Eignung auf schlechter und unbefestigter Fahrbahn. Lenkung, Bremse, Gas und Kupplung arbeiteten gewöhnungsbedürftig indirekt. Die Sitzposition war ungewöhnlich tief und sehr dicht an der Windschutzscheibe, sodass ein Fahren mit halbwegs gestreckten Armen zum Lenkrad unmöglich war. Der relativ großvolumige Motor beschleunigte zwar zufriedenstellend und gestattete eine schaltfaule Fahrweise, ermöglichte jedoch nur 114 km/h als Höchstgeschwindigkeit (Werksangabe: 118 km/h), und der Kraftstoffverbrauch lag mit 9,8 l/100 km deutlich höher als die Werksangabe. Andererseits hatte der Testwagen wegen thermischer Überlastung schon bei einem Kilometerstand von 5000 neue Kolbenringe erhalten müssen. Neben der veralteten Formgestaltung wurde an der Karosserie vor allem der zu kleine Gepäckraum bemängelt. Die Sicherheitsvorkehrungen im SAS-968 waren mangelhaft, dazu zählten schlecht dosierbare und ungleichmäßig wirkende Bremsen, die nicht am Boden verriegelbaren Vordersitze (nicht ECE-konform), das Zündschloss in unmittelbarer Nähe zur Kniescheibe des Fahrers und die blechverkleidete Armaturentafel. Angemahnt wurde ferner, dass der Kundendienst zur Mängelbeseitigung eine Null-Durchsicht der gelieferten Neuwagen machen sollte, bevor diese an Kunden verkauft werden.
Im Test des 968A im Jahr 1975 wurde ein Vergleich mit dem Trabant 601 gezogen. Die wesentlich kürzere Wartezeit sei das wichtigste Kaufargument für den Saporoshez, der bei schlechterer Verarbeitungsqualität, wesentlich kleinerem Kofferraum und ähnlich großem Innenraum den 1,5-fachen-Kaufpreis eines Trabants hatte. Obwohl der Saporoshez doppelt so viel Hubraum und 14 PS mehr hatte, beschleunigte er bis 90 km/h nicht besser als der Trabant, lediglich die Höchstgeschwindigkeit lag mit 116,5 km/h etwas höher. Dieser Wert war jedoch eher theoretischer Natur, da der Saporoshez nur bis etwa 100 km/h ausreichend gekühlt wurde. Bei Dauervollgas stieg die Öltemperatur rasch über 110 °C, trotz einwandfreiem technischen Zustand. Daran konnte auch die neue Auspuffanlage nichts ändern. Scharfe Kritik wurde an der nicht vorhandenen Regulierbarkeit und Störanfälligkeit der Benzinheizung und an den Bremsen geübt. Auch der Verbrauch lag mit durchschnittlich 10,2 l/100 km für einen Kleinwagen sehr hoch. Bei einem späteren Test im Jahr 1977 über 7 000 km betrug der Verbrauch 9,2 l/100 km und auch sonst war der Saporoshez ausgereifter und zuverlässiger. Mit seinem großvolumigen Heckmotor und ausgeprägten Geländegängigkeit bewährte er sich auch gut im Gespannbetrieb mit dem Camptourist CT 6-1 B, abgesehen von den schlecht dosierbaren Trommelbremsen. Die Tendenz zum Übersteuern war geringer ausgeprägt als beim Škoda 100.
In Österreich wurde der Wagen als Zaporoshez ZAZ 968 „Eliette“ angeboten. Mit einem Preis von rund 40.000 Schilling war die „Eliette“ der mit Abstand billigste Neuwagen und war und blieb das einzige Automobil seiner Zeit, welches in Österreich standardmäßig mit einer Handkurbel ausgeliefert wurde. Diese Handkurbel konnte im Bedarfsfall in der Nähe des heckseitigen Nummernschildes angesetzt werden um den Startvorgang zu unterstützen. In einem Kurztest der Zeitschrift Austro-Motor wurden schlechtes Anspringen des Motors und erhebliche Bremskräfte beanstandet, außerdem heißt es dort: „dem in seiner Richtung unvorhersehbaren Verziehen der Bremsen muß mit der Lenkung manchmal energisch begegnet werden“. Weiter heißt es in diesem Testbericht: „Der Motor unserer Eliette unterließ sein unfeines Nachdieseln aber erst, nachdem zur Hälfte Super getankt worden war. Eine entsprechende Korrektur am Vergaser und am Zündzeitpunkt hätte diesen Mangel sicher behoben“.

## Trivia
Aufgrund seines markanten Motorengeräusches wurde der SAS-968 im Volksmund auch „T-34 Sport“ genannt.
Aufgrund ihrer Form und Anordnung wurden die hinteren seitlichen Lufteinlässe für die Motorkühlung in der DDR auch gerne als „Ohren“ bezeichnet.
Im Pixar-Animationsfilm Cars 2 basiert der Charakter Vladimir Trunkov auf einem SAS-968.